# Mashike (Hokkaidō)
Mashike (jap. 増毛町, -chō) ist eine Kleinstadt im Landkreis Mashike in der Unterpräfektur Rumoi auf Hokkaidō.

## Etymologie
Der Name der Stadt kommt von Ainu mashukini oder mashuke, was „möwenreicher Ort“ bedeutet.

## Geschichte
1751 gründete der aus Matsumae stammende Kaufmann Murayama Denbē (村山 伝兵衛) hier eine Wächterhütte, die damit die erste japanische Ansiedlung auf dem Boden von Mashike war. 1856 gründete das Lehen Akita zur Abwehr Russlands ein Feldlager, das eine Schlüsselstellung in der Verteidigung Hokkaidōs innehatte. 1877 wurde in Mashike ein Rathaus errichtet und damit das mura (Dorf) Mashike geschaffen. 1880 wird Betsukari (別苅村, -mura) eingemeindet. 1897 wurde Mashike der Sitz der neu gegründeten Unterpräfektur Mashike. Am 1. Juli 1900 erfolgte die Ernennung von Mashike zur Chō und Gemeinde 1. Klasse. 1914 wurde der Sitz der Unterpräfektur nach Rumoi verlegt und diese in Unterpräfektur Rumoi umbenannt.
Am 5. November 1921 erhielt die Stadt Anschluss an das Schienennetz.

## Verkehr
Mashike hat Anschluss an die Nationalstraße 231 nach Sapporo und Rumoi, sowie der Präfekturstraßen 94 nach Fukagawa, 301 innerhalb der Stadt und 546.
Verbindung mit dem Schienennetz bestand von 1921 bis 2016 durch die Bahnhöfe/Haltepunkte Afun, Nobusha, Shaguma, Shumombetsu, Hashibetsu und Mashike an der von JR Hokkaido betriebenen Rumoi-Hauptlinie nach Rumoi und Fukagawa.

## Sehenswürdigkeiten

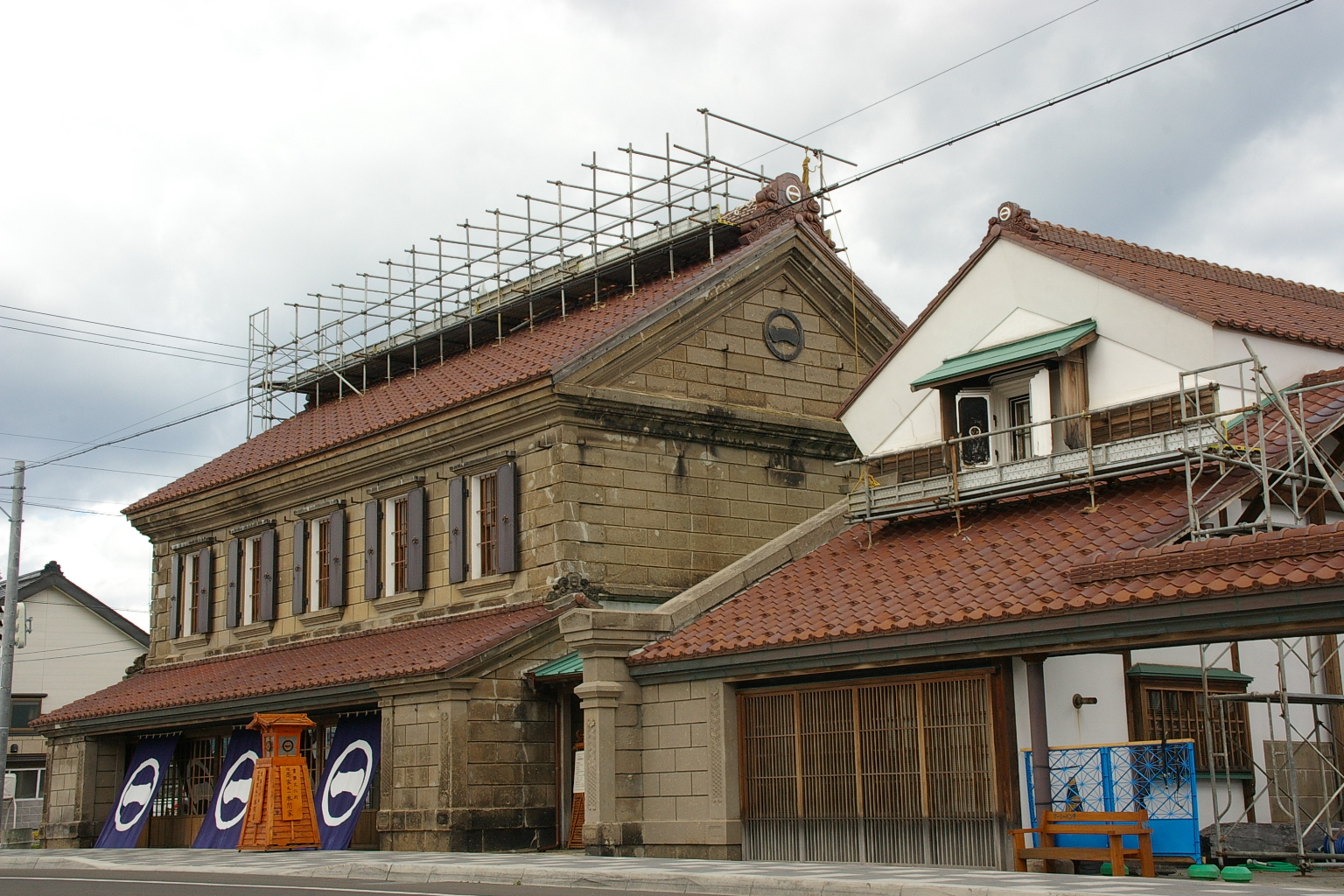
Wohnhaus der Homma-Familie

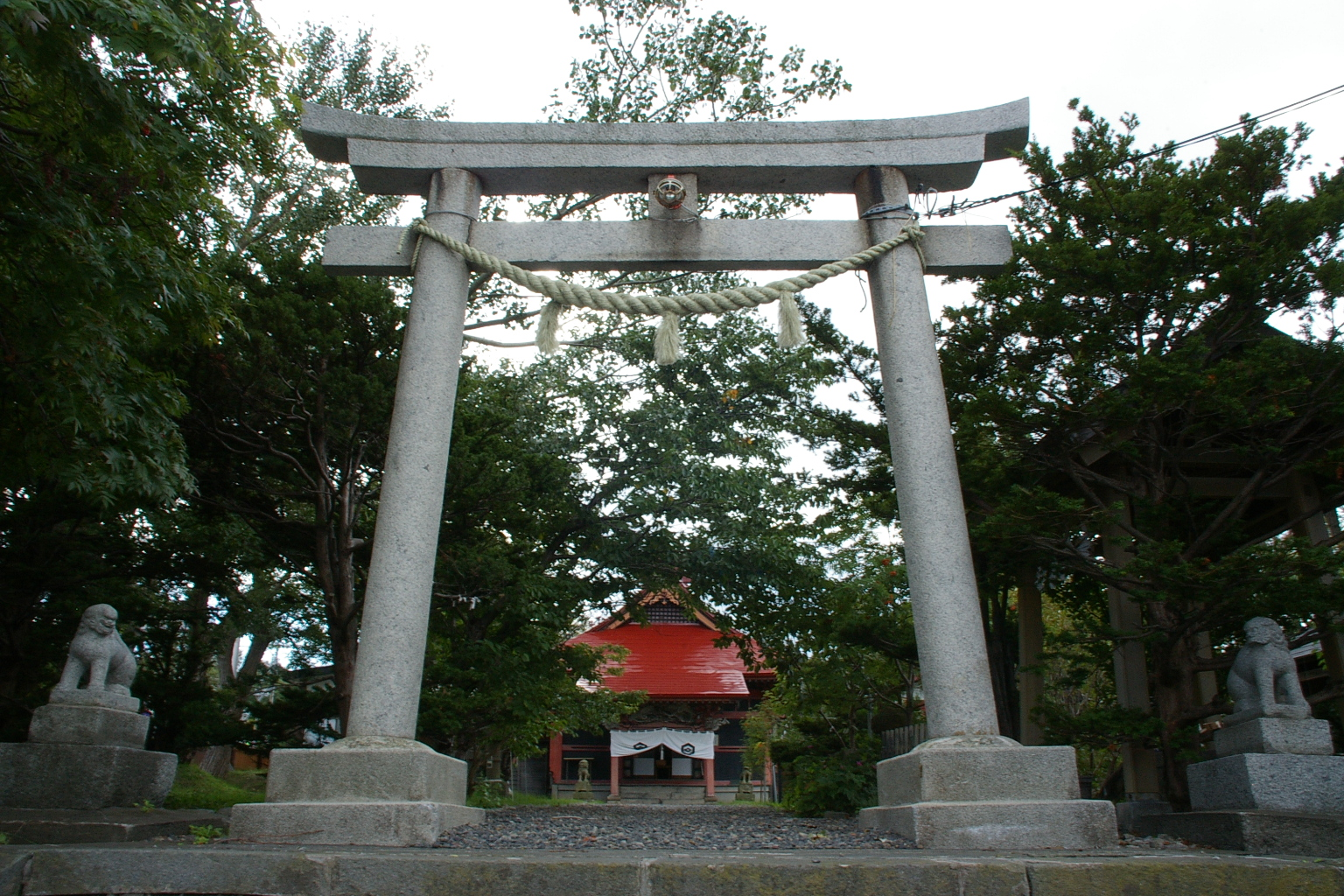
Mashike-Itsukushima-Schrein

In Mashike befindet sich das als Wichtiges Kulturgut des Landes anerkannte Alte Maruichi-Honma-Handelshaus (旧商家丸一本間家, kyū shōka maruichi Homma-ke), auch Altes Wohngebäude der Familie Homma (旧本間家住宅, kyū Homma-ke jūtaku) genannt.
Die Stadt selber hat die Haupthalle (honden) des Mashike-Itsukushima-Schreins (増毛厳島神社) als materielles und den Volkstanz Ofuyu-Kagura (雄冬神楽) als geistigen Kulturschatz benannt.
Weitere Sehenswürdigkeiten sind das Ofuyu-Kap (雄冬岬, Ofuyu-misaki), der Shokambetsu-Teuri-Yagishiri-Quasinationalpark (暑寒別天売焼尻国定公園) mit dem 1.491 m hohen Shokambetsu-dake (暑寒別岳), die 13 °C „warme“ Iwao-Onsen (岩尾温泉), sowie der Benten-Schrein (弁天神社).

## Wirtschaft

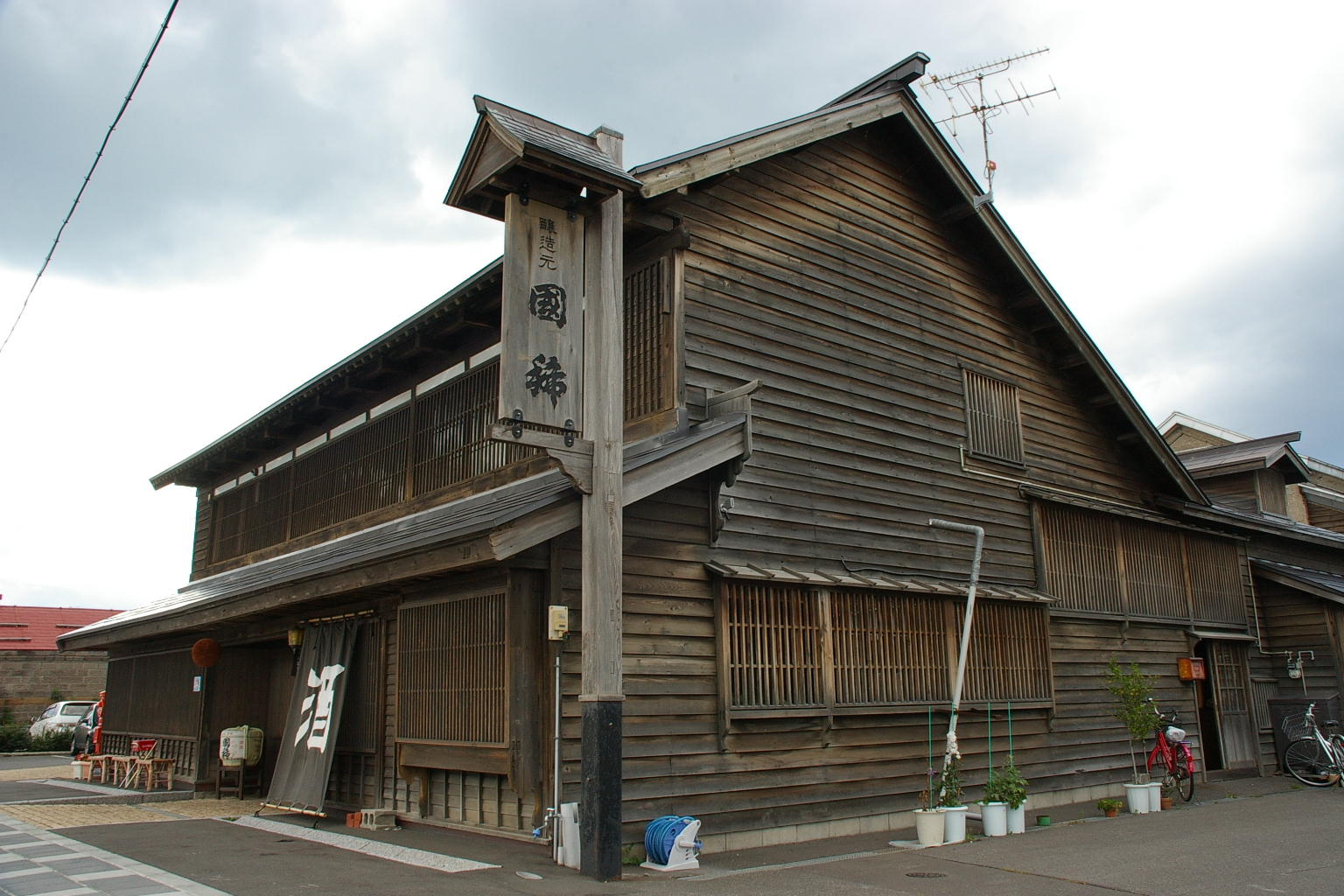
Kunimare Shuzō

Wirtschaftszweige in Mashike sind Handel, Landwirtschaft (hauptsächlich Obstbäume), Fischerei und Industrie (hauptsächlich Lebensmittelindustrie).
Bekannt ist Mashike für die 1882 gegründete Sake-Brauerei Kunimare Shuzō (國稀酒造), die als nördlichste Japans gilt.

## Bildung
In der Stadt befinden sich die Grundschulen Mashike, Betsukari, Shagumo und Afun, die Mittelschule Mashike und die 2. Mittelschule Mashike, sowie die Oberschule Hokkaidō-Mashike.

## Angrenzende Städte und Gemeinden
- Unterpräfektur Rumoi:
  - Rumoi
- Unterpräfektur Sorachi:
  - Hokuyrū
  - Uryū
  - Shintotsukawa
- Unterpräfektur Ishikari:
  - Ishikari